# Ronnie DeVoe
Ronnie DeVoe (nascido Ronald Boyd DeVoe, Jr.; Boston, Massachusetts, 17 de novembro de 1967) é um músico norte-americano, é um dos membros do grupo sexteto de R&B New Edition, e membro do grupo de new jack swing Bell Biv DeVoe.